# Gustave Worms

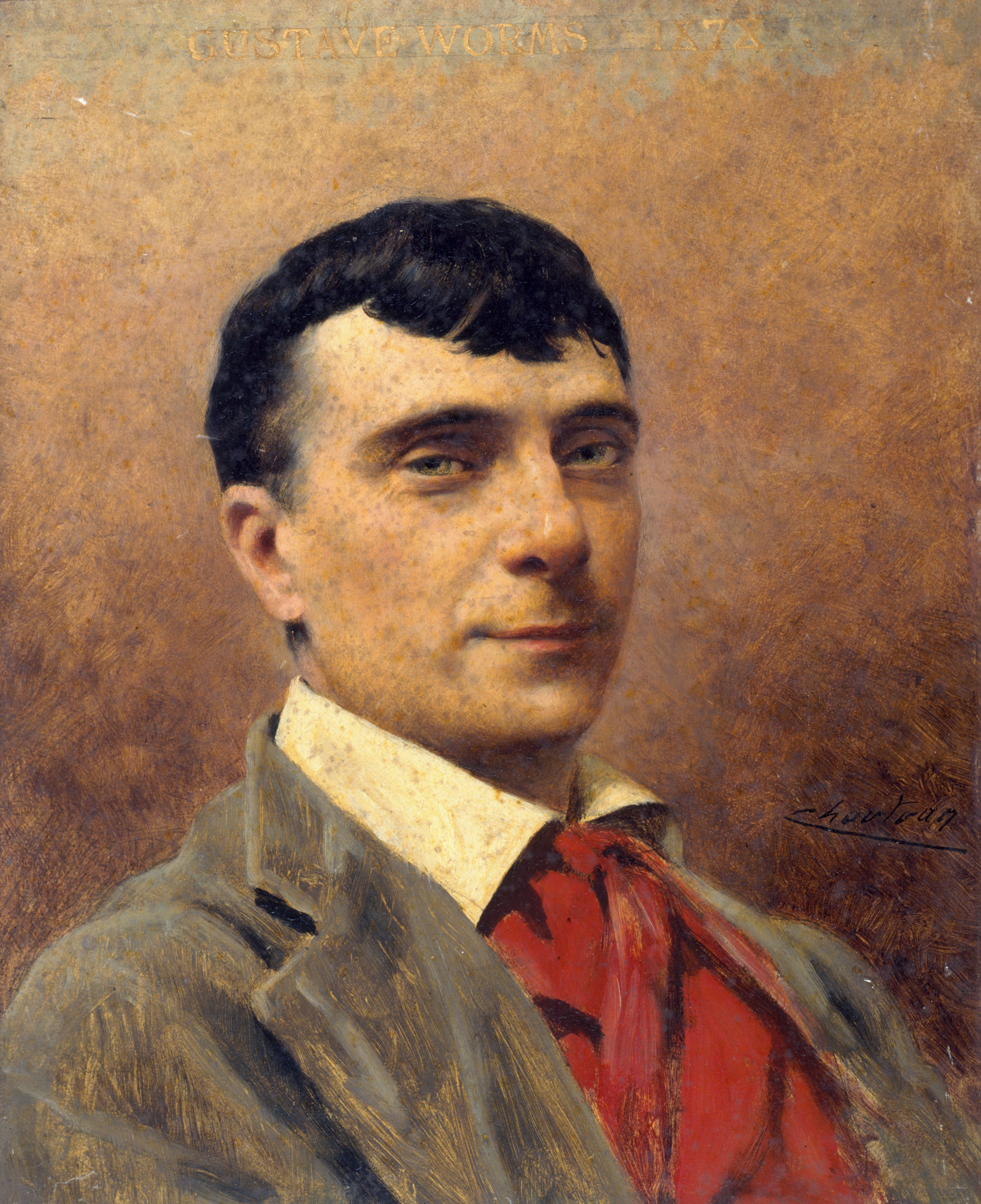
Gustave Worms.

Gustave Hippolyte Worms, född den 26 november 1836 i Paris, död där den 19 november 1910, var en fransk skådespelare.
Worms, som först var verksam som typograf, var anställd som skådespelare vid Théâtre Français 1858–1865 och 1877–1901 (societär 1878), dessemellan vid Michailovskijteatern i Sankt Petersburg 1865–1875. Han blev 1880 professor i deklamation vid Pariskonservatoriet, där han tidigare varit elev. Bland roller bör framhållas Marquis de Villemer, Savigny i Le sphinx, André i Denise, Stanislas i Francillon, Georges i Les Rantzau, Olivier de Jalin i Le demimonde, de Ryons i L'ami des femmes samt ur klassikerrepertoaren Rodrigue i Le Cid och Alceste i Le misanthrope. Han gifte sig 1883 med skådespelerskan Blanche Baretta. De blev föräldrar till skådespelaren Jean Worms.